# Tram STEL serie 85-92
Le vetture serie 85 ÷ 92 della STEL, poi dell'ATM, sono un tipo di elettromotrice tranviaria interurbana progettate per l'utilizzo sulle tranvie interurbane milanesi.
Vennero costruite nel 1928 dalle Officine Meccaniche Reggiane ed ebbero quindi il soprannome di "Reggio Emilia"; avevano cassa in legno, identica a quella delle motrici "Desio", ed equipaggiamento bitensione, per poter operare sotto i 1200 V delle tranvie dell'Adda e i 600 V del resto della rete. Costituiva un'eccezione la numero 88, dotata del solo equipaggiamento a 600 V.
Le unità bitensioni, che all'epoca della costruzione risultavano le motrici più potenti in Italia, furono in servizio sulle linee Milano-Vimercate e Milano-Vaprio. Nel 1968, con l'attivazione della "linea celere" Milano-Gorgonzola, servita esclusivamente dai treni bloccati serie 500 e serie 800, furono concentrate sulla linea di Vimercate.
Quattro anni dopo, con l'assegnazione dei bloccati alla linea di Vimercate, le "Reggio Emilia" passarono alle linee della Brianza (Milano-Carate e Milano-Limbiate). Negli anni ottanta la gran parte di esse risultava ancora in servizio e un certo numero di esemplari venne revisionato e ricolorato in livrea arancio ministeriale con fascia nera sotto la finestratura; mentre l'intero gruppo fu dotato di pantografo in sostituzione del trolley originario. All'inizio degli anni duemila qualche unità effettuava ancora nei giorni lavorativi, dal lunedì al venerdì, il traino dei treni più pesanti sulla tratta Milano-Limbiate, fino alla soppressione dell'ultima corsa mattutina diretta in via Vincenzo da Seregno a Milano nell'estate 2010.
Dal 2010 le unità supersisti del deposito di Varedo (unità 90 e 92) sono state utilizzate per manovre interne al deposito e servizi speciali (spazzaneve, rompighiaccio), fino alla chiusura della linea Milano-Limbiate. Ulteriori esemplari risultano ancora esistenti ed accantonati in pessime condizioni all'interno del dismesso deposito di Desio, in particolare, nel febbraio 2022, l'unità 85 è risultata vittima di un devastante incendio.
Nel giugno 2017, l'unità 92 assegnata al deposito di Varedo, opportunamente dotata di sagome d'ingombro è stata utilizzata dal personale ATM per effettuare rilievi tecnici sulla tranvia Milano-Limbiate, finalizzate all'acquisto di nuove vetture tranviarie bidirezionali; al termine di tale impiego la vettura è stata sottoposta a un intervento di restauro conservativo, prima di essere inviata temporaneamente a Gorgonzola, in occasione di un evento rievocativo dedicato alla tranvia Milano-Vaprio, fra il 7 e il 27 dicembre dello stesso anno.
Attualmente la 92, ridipinta nella classica livrea tranviaria a due toni di verde con caratteristico disegno frontale "a scudo", risulta essere l'unica unità storica interurbana conservata perfettamente in ordine di marcia fra il vasto patrimonio tranviario di proprietà ATM; pertanto, al fine di preservarne la sua integrità, alla cessazione dell'operatività interna della rimessa di Varedo, è stata trasferita nel dicembre 2022 al deposito Messina; tuttavia, già nel 1996, un altro esemplare era stato restaurato e conservato per fini storici, la numero 87, rimasta poi per anni in abbandono all'aperto nel deposito di Desio, prima del suo trasferimento a ottobre 2022 al deposito di Precotto. Si trova invece ancora ricoverata a Varedo la numero 90, che riveste la livrea arancio ministeriale con fascia nera sotto la finestratura.